# بیژن‌آباد ۲
بیژن‌آباد ۲ یا بیژن‌آباد سفلی، روستایی در دهستان بیژن‌آباد بخش مرکزی شهرستان رودبار جنوب در استان کرمان ایران است.

## جمعیت
بر پایه سرشماری عمومی نفوس و مسکن در سال ۱۳۹۵، جمعیت این روستا برابر با ۵۴۰ نفر (۱۴۳ خانوار) بوده است.